# Ressignificação
Ressignificação é o método utilizado em neurolinguística para fazer com que pessoas possam atribuir novo significado a acontecimentos através da mudança de sua visão de mundo.
A programação neurolinguística utiliza várias técnicas para fazer com que as pessoas percebam o mundo de uma maneira mais agradável, proveitosa e eficiente.
O significado de todo acontecimento depende do filtro pelo qual o vemos. Quando mudamos o filtro, mudamos o significado do acontecimento, e a isso se chama ressignificar, ou seja, modificar o filtro pelo qual uma pessoa percebe os acontecimentos a fim de alterar o significado desse acontecimento. Quando o significado se modifica, as respostas e comportamentos da pessoa também se modificam.
A ressignificação está presente em muitas fábulas, tais como a do patinho feio ou a de Rudolf (Rena do Papai Noel que tem o nariz vermelho).
A ressignificação é um elemento chave para o processo criativo, significando a habilidade de situar o evento comum num filtro útil ou capaz de propiciar prazer.
Na teoria da comunicação geral, um sinal somente possui significado em termos de filtros ou contexto no qual se manifesta. Através da ressignificação, podemos aprender a pensar de outro modo sobre as coisas, ver novos pontos de vista ou levar outros fatores em consideração.

A psiquiatra e escritora Ana Beatriz Barbosa Silva apresenta algumas reflexões práticas bem interessantes sobre o ato de ressignificar a vida em um dos episódios de seu programa semanal Mentes em Pauta, em que também trata sobre o quanto é importante cada indivíduo encontrar o sentido e o propósito de sua própria vida. A autora também desenvolve a importante de analisar a relação entre trabalho e propósito.
Do mesmo modo, o psiquiatra austríaco, Viktor Frankl também desenvolveu um trabalho bastante amplo, inclusive criando uma escola de psicoterapia, a Logoterapia, que se baseia na busca do sentido da vida. Na obra "Em busca do sentido: um psicólogo no campo de concentração", o autor esclarece que, para ele, o sentido da vida não está numa percepção íntima, mas sim na própria vida. De acordo com ele, o indivíduo encontrá-lo observando as situações a que a própria vida lhe convida e, nesse aspecto, até mesmo o sofrimento pode dar sentido à vida, na medida em que esse sentido passa a ser superá-lo. Sob essa perspectiva, de fato, inúmeros aspectos da existência humana podem passar por profunda ressignificação. Aliás, Frankl é o próprio exemplo disso, ao tirar de uma difícil e trágica experiência no campo de concentração, reflexões dessa natureza e valor.
Palavra difícil que só o Maurão atleta sabe reproduzi-la a

## Ressignificação no Design
Ressignificação no Design é tornar o objeto coerente para o sujeito, sob um novo ponto de vista, transformando-o para o contexto vigente. Contexto esse que sempre se modifica, a partir da combinação de uma série de variáveis que são naturalmente manuseadas pelo designer, como: forma, cores, texturas, adores, volumes, entre outros. É trabalhando na combinação destas e outras variáveis, que o designer tem a possibilidade de promover alterações na forma como as pessoas percebem artefatos que passaram por uma ressignificação. Visto por este ângulo, a ressignificação poderia ser um dos caminhos possíveis para auxiliar designers, outros profissionais e a própria sociedade a desenvolverem métodos e possibilidades de alterar como se percebe um determinado artefato, dando a estes a possibilidade de ter novos significados, ampliando desta forma sua utilização na sociedade (maior vida útil), auxiliando em várias situações onde a sustentabilidade se faz necessária.
No design, a ressignificação pode ter vários desdobramentos, sejam relacionados ao sentido/significado de um objeto/artefato ou ligados a um conceito existente que poderá ser alterado, minimizando ou até mesmo alterando pré-conceitos existentes

## Literatura relacionada
BELCHIOR, Camilo. L.; REZENDE, Edson. J. C. . O uso da significação como estratégia no design: estudo de caso em três contextos distintos. SEMEIOSIS: SEMIÓTICA E TRANSDISCIPLINARIDADE EM REVISTA, v. 1, p. 154-167, 2019. Disponível em: http://www.semeiosis.com.br/o-uso-da-significa%C3%A7%C3%A3o-como-estrat%C3%A9gia-no-design-estudo-de-caso-em-tr%C3%AAs-contextos-distintos/
BELCHIOR, C. L.. Quando o design e a ressignificação de uma matéria prima modificam as vidas de uma comunidade : estudo de caso do projeto Cooperárvore do Programa Árvore da Vida da FIAT Automóveis. CUADERNOS DEL CENTRO DE ESTUDIOS DE DISEÑO Y COMUNICACIÓN, v. 69, p. 207-219, 2018. Disponível em: https://fido.palermo.edu/servicios_dyc/publicacionesdc/cuadernos/detalle_articulo.php?id_libro=663&id_articulo=13910
FRISO, Valéria Ramos. Design, consumo e ressignificação: detecção de objetos do cotidiano que são apropriados por crianças para uso lúdico. Revista Poliedro, [S.l.], v. 2, n. 2, p. 081-096, dez. 2018. ISSN 2594-4398. Disponível em: <http://periodicos.ifsul.edu.br/index.php/poliedro/article/view/1042>. Acesso em: 23 maio 2020. doi:http://dx.doi.org/10.15536/2594-4398.2018.v2.n2.pp.081-096.1042.CARVALHO, Caio Vitoriano de Nunes e. ReUSE: um convite ao reuso e à ressignificação de produtos e objetos em processos de descarte ou desuso. 2016. 103f. Dissertação (Mestrado Profissional em Design) - Centro de Ciências Humanas, Letras e Artes, Universidade Federal do Rio Grande do Norte, Natal, 2016. Disponível em: https://repositorio.ufrn.br/jspui/handle/123456789/22171
MARIGO, Thaís Jahel ; BARBOSA, Paula Glória; MOREIRA, Samantha Cidaley de Oliveira; "O POTENCIAL ESTRATÉGICO DO DESIGN DE AMBIENTES NO PROCESSO DE RESSIGNIFICAÇÃO DE EDIFICAÇÃO SUBUTILIZADA: UMA PROPOSTA PARA A IGREJA SANTA ERMELINDA EM BELO HORIZONTE", p. 4911-4922 . In: Anais do 12º Congresso Brasileiro de Pesquisa e Desenvolvimento em Design [= Blucher Design Proceedings, v. 9, n. 2]. São Paulo: Blucher, 2016. ISSN 2318-6968, DOI 10.5151/despro-ped2016-0421. Disponível em: http://pdf.blucher.com.br.s3-sa-east-1.amazonaws.com/designproceedings/ped2016/0421.pdf
PARODE, F. P., Bentz, I. G., & Zapata, M. O. (2016). DESIGN: ARTESANATO, RESSIGNIFICAÇÃO E SUSTENTABILIDADE. Revista Trama Interdisciplinar, 7(1). Recuperado de http://editorarevistas.mackenzie.br/index.php/tint/article/view/9328

- FRANKL, Viktor E. Em busca de sentido: um psicólogo no campo de concentração. Petrópolis: Editora Vozes, 1991. ISBN 85-326-0626-2 ISBN 85-233-0274-3